# Oteiza (planta)
Oteiza es un género de plantas con flores, perteneciente a la familia  Asteraceae. Comprende 5 especies descritas y  aceptadas.

## Taxonomía
El género fue descrito por Pablo de La Llave y publicado en Registro Trimestre O Colección de Memorias de Historia, literatura, Ciencias y Artes 1: 41. 1832. La especie tipo es: Oteiza acuminata La Llave

## Especies aceptadas
A continuación se brinda un listado de las especies del género Oteiza (planta) aceptadas hasta julio de 2012, ordenadas alfabéticamente. Para cada una se indica el nombre binomial seguido del autor, abreviado según las convenciones y usos.
- Oteiza acuminata La Llave
- Oteiza caucaphita
- Oteiza mixtecana Villaseñor & Panero
- Oteiza ruacophila (Donn.Sm.) J.J.Fay
- Oteiza scandens Panero & Villaseñor